# Pierre Benomont
Pierre Benomont, né à Machault (Ardennes) le 4 mars 1679 et mort à Paris le 21 juin 1772, est un chirurgien français.

## Biographie
Son père, Pierre, né en 1645 et mort le 19 août 1681, avait épousé Marie Nidart, fille de Pierre Nidart, lieutenant en la vicomté de Machault, et de Remiette Marche ; il était, lui aussi, chirurgien, à Machault. Son grand-père, Pierre, était laboureur et hostelain à Saint-Étienne-à-Arnes, et époux de Barbe Vallart
A quinze ans, il avait déjà acquis par l'usage une certaine habileté chirurgicale ; il compléta sa formation à Rethel, à Toul et à Reims chez des chirurgiens reconnus.
En 1698, il se rendit à Paris afin d'y profiter des leçons qu'y donnaient des professeurs renommés. Il suivit ses cours au Jardin des Plantes sous les célèbres Pierre Duverney et Guillaume Arnaud qui furent, à proprement parler, ses premiers maîtres en chirurgie.
Puis, sur sa renommée, il devint l'élève de confiance de Jacques Lardy, chirurgien en chef de l'hôpital de la Charité et surtout chirurgien ordinaire du duc d'Orléans. 
Il est, en 1712, l'un des quatre chirurgiens du duc de Berry Charles de France, avec une rente de 200 livres.
Il fut nommé, par le roi de France, le 8 décembre 1731 à la première séance de l'Académie de chirurgie. 
Il mourut riche et célibataire dans sa 94e année. Il testa en faveur de ses deux nièces, laissa à son village natal une somme suffisante pour marier quatre filles et un fonds de 6 000 francs pour l'entretien d'une maîtresse d'école de demoiselles, 6 000 francs aux pauvres de la paroisse de Saint-Roch de Paris et 5 000 francs en faveur de la nouvelle fondation des enfants de chœur de cette même église, 12 000 francs pour fonder un lit à l'hôpital des Incurables à la nomination de ses héritiers, 30 000 francs destinés à l'éducation d'un de ses petits neveux, et plusieurs divers autres legs .

## Sources biographiques
- R. Létinois, Biographie générale des Champenois célèbres, morts et vivants, Paris : Journal des peintres, 1834, p.23
- Jean-Baptiste-Joseph Boulliot, Biographie ardennaise ou Histoire des Ardennais qui se sont fait remarquer par leurs écrits, leurs actions, leurs vertus et leurs erreurs, Paris, 1830, vol.1, p.85
- Éloge de Benomont, lu dans la séance publique du 22 avril 1773, dans Éloges lus dans les séances publiques de l'Académie royale de chirurgie de 1750 à 1792, par Antoine Louis, Paris : Baillière & fils, 1859, pp.190-197